# (25165) Leget
(25165) Leget est un astéroïde de la ceinture principale.

## Description
(25165) Leget est un astéroïde de la ceinture principale. Il fut découvert le 19 septembre 1998 à la station Anderson Mesa par LONEOS. Il présente une orbite caractérisée par un demi-grand axe de 2,40 UA, une excentricité de 0,24 et une inclinaison de 6,9° par rapport à l'écliptique.